# Oliver Mayer

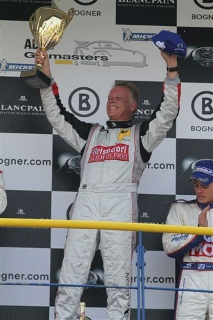
Oliver Mayer (2012)

Oliver Mayer (* 5. Januar 1958 in Ingolstadt) ist ein deutscher Rennfahrer und Geschäftsmann. Mayer betreibt seit 1977 aktiven Motorsport, zuerst auf zwei Rädern und dann auf vier Rädern im Tourenwagensport.
Darüber hinaus betreibt er ein Autohaus in Ingolstadt und ein Museum mit insgesamt 150 Oldtimern, hauptsächlich Motorrädern.

## Karriere
Mayer fuhr von 1976 bis 1987 Motocross, begann ab 1982 parallel jedoch auch im Kartsport.

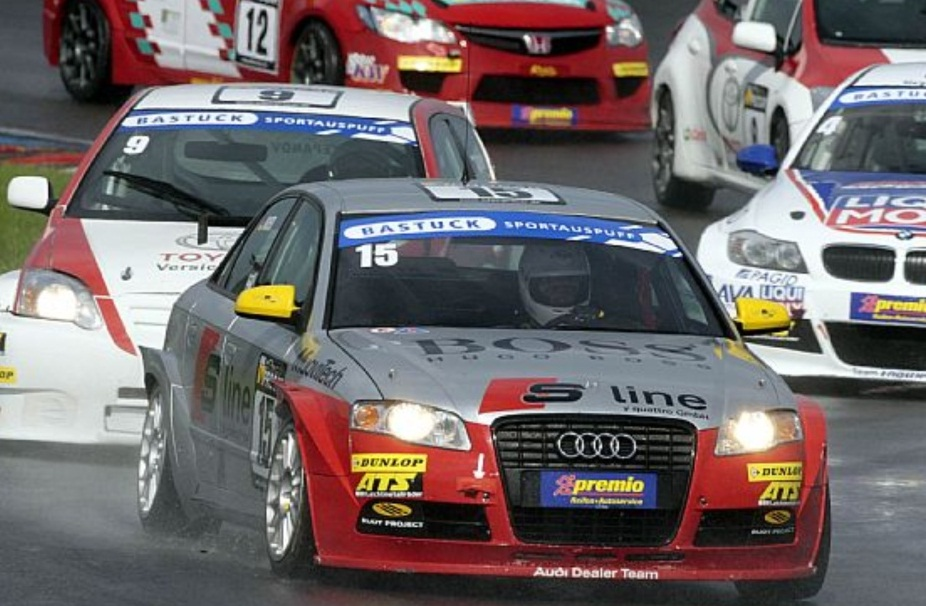
Oliver Mayer im Audi A4 Quattro (2010)

1988 fuhr Mayer sein erstes Tourenwagen-Rennen im Rahmen des Treser-Cups auf der AVUS. 1993 debütierte er im deutschen GT-Cup, wo er bis 1995 fuhr. 1996 trat er sowohl im deutschen Porsche Carrera Cup, als auch mit einem Alfa Romeo des Team Engstlers im Super Tourenwagen Cup (STW) an. Ein Jahr später fuhr er in der Ferrari-Porsche Challenge. 1998 kehrte er in die STW zurück und fuhr außerdem im deutschen VW New Beetle Cup. 1999 erreichte er beim Macau Grand Prix der Tourenwagen in einem Audi A4 den dritten Platz. 2000 bestritt er zudem ein Rennen des Euro-STC-Cup.
2001 fuhr Mayer mit seinem eigenen Team, Oliver Mayer Motorsport, die V8-Star, danach trat er einige Jahre nur noch bei einzelnen Rennveranstaltungen an, wie dem 24-Stunden-Rennen auf dem Nürburgring 2003, 2004 und 2008. 2005 bestritt er die Saison des Porsche Supercups, 2006 erneut den deutschen Porsche Carrera Cup. Im Jahr 2007 gewann Mayer die Klassenwertung den Porsche Alpenpokals und trat ab 2008 in der ADAC GT Masters auf Corvette C6 Z06-R GT3, Audi R8 LMS und Mercedes-Benz SLS AMG GT3 an. 2009 fuhr er für das Team Rosberg auch bei zwei Rennen der FIA-GT3-Europameisterschaft. 2011 beendete Mayer seine aktive Rennfahrerkarriere, seitdem tritt er gelegentlich noch bei Oldtimer-Veranstaltungen an.

## Renngeschichte
Oliver Mayers bestritt sein erstes Autorennen im Jahre 1987 im Treser TR 1 Cup, später wechselte er unter anderem zu den Supertourenwagen und startete im vom ADAC veranstalteten STW Cup. 1999 fuhr er in einem Audi A4 Quattro beim Macau Grand Prix auf das Podium.
Im ADAC GT Masters hatte Mayer insgesamt 39 Rennen mit Fahrzeugen von Audi, Corvette und Mercedes-AMG absolviert. Zwischen 2013 und 2018 legte Oliver Mayer dann eine motorsportliche Zwangspause ein, da er das bekannte Classic Oldtimer Hotel in Ingolstadt errichtete. Dieses Hotel betreibt er noch immer, genauso wie einen Oldtimer-Handel für Motorräder und Autos.
Platz 1 in der Trophy-Wertung der ADAC GT4 Germany (2019) :
Nach den zwölf ausgetragenen Rennen gewann Oliver Mayer im, Bremotion-Mercedes-AMG GT4, die Meisterschaft.
Mayer teilte sich das Fahrzeug mit Junior-Pilot Jan Philipp Springob. Der Ingolstädter zeigte eine konstante Saison, lediglich im Sonntagsrennen beim Finale auf dem Sachsenring wurden nach einem Unfall keine Trophy-Punkte eingefahren. Nach dem Rennen am Hockenheimring holte sich der Bremotion-Pilot erstmals die Tabellenspitze der Trophy-Wertung und gab diese bis zum Ende nicht mehr her.

## Statistik

### Karrierestationen
| - 1976–1987: Motocross - 1993: Deutscher GT-Cup - 1994: Deutscher GT-Cup (Platz 8) - 1995: Deutscher GT-Cup (Platz 5) - 1996: STW (Platz 31) - 1996: Deutscher Porsche Carrera Cup - 1997: Ferrari-Porsche Challenge - 1998: STW (Platz 24) | - 1999: STW (Platz 11) - 1999: Deutscher VW New Beetle Cup (Platz 6) - 2000: Deutscher VW New Beetle Cup - 2000: Euro-STC-Cup - 2001: Deutscher VW New Beetle Cup - 2001: V8-Star (Platz 18) - 2002: V8-Star (Platz 28) - 2005: Porsche Supercup (Platz 14) | - 2006: Deutscher Porsche Carrera Cup (Platz 16) - 2007: Deutscher Porsche Carrera Cup - 2008: ADAC GT Masters (Platz 13) - 2009: ADAC GT Masters (Platz 32) - 2009: FIA-GT3-EM - 2010: ADAC-Procar-Serie, D1 (Platz 5) - 2011: ADAC GT Masters (Platz 31) - 2019 : ADAC GT4 Germany Trophy (Platz 1) |